# Super luzeri
Super luzeri (engleski original: Sydney White)  je američki film iz 2007. Baziran je na priči Snjeguljica i sedam patuljaka. Motiviran je hitom Pepeljuga iz 2004. Glavna glumica je bila Amanda Bynes, a sporedni Sara Paxton, Matt Long, John Schneider i Crystal Hunt. Redatelj je bio Joe Nussbaum. Film govori o djevojci koja želi postati članica nekad uglednog sestrinstva svoje pokojne majke. No kada otkrije da današnje sestrinstvo nije što je nekoć bilo, Sydney (Amanda Bynes) pronalazi novi dom zajedno sa sedam izopćenika. Uz pomoć svojih neprilagođenih novih prijatelja, Sydney će se suprotstaviti kraljici kampusa u pokušaju da promijeni neprimjerenu društvenu hijerarhiju na koledžu.

## Radnja
Sydney White (Amanda Bynes) krenula je na fakultet. Od majke koja joj je umrla kada je imala 9 godina naslijedila je visoku poziciju u domu Kappa Phi Nu. Predsjednica doma Rachel Witchburn (Sara Paxton) od početka je nije voljela. Dospjela je na listu najljepših na fakultetu, što se Rachel nije nimalo svidjelo. Na primanju novih članova u dom, Rachel ju je izbacila. Otišla je u "kuću strave" gdje su živjeli "luzeri". Najpoznatiji luzer je Lenny (Jack Carpenter) je zaljubljen u Dinky Hotchkiss (Crystal Hunt). Kuća strave se raspadala, i trebala je hitno popravke. Rachel je planirala srušiti kuću i na tom mjestu izgraditi grčki centar. Sydney se protivila, te se odlučila natjecati s luzerima za predsjednika vjeća učenika. Kandidirali su Terrancea (Jeremy Howard). Rachel ih je ponizila i uspostavilo se da Terrance više nije na fakultetu. Izbačeni su iz kuće strave, a prespavali su u motelu (svi osim Sydney po koju je došao otac). Nakon nekoliko dana su se pomirili, vratili u kuću strave i Sydney se kandidirala za predsjednicu. Rachel joj je platila blokadu računala, pa je cijelu noć prije debate pisala semestar. Zaspala je. Tyler (Matt Long) ju je probudio poljupcem. Na debati su joj se nakon dirljivog govora svi priklonili. Pobijedila je izbore. Rachel je izbačena iz Kappa. Popravili su kuću strave.

## Uloge
| Glumac           | Uloga                               |
| ---------------- | ----------------------------------- |
| Amanda Bynes     | Sydney White                        |
| Matt Long        | Tyler Prince                        |
| Sara Paxton      | Rachel Witchburn                    |
| Jack Carpenter   | Lenny                               |
| Jeremy Howard    | Terrence                            |
| Danny Strong     | Gurkin                              |
| Samm Levine      | Spanky                              |
| Adam Hendershott | Jeremy                              |
| Donté Bonner     | Embele                              |
| Arnie Pantoja    | George                              |
| Crystal Hunt     | Demetria "Dinky Hodgekiss" Rosemead |